# 샌프란시스코 포티나이너스

샌프란시스코 포티나이너스(영어: San Francisco 49ers)는 미국 캘리포니아주 샌프란시스코에 본거지를 둔 NFL팀이다. NFC 서부지구에 소속되어 있다.